# Notomastus rubicundus
Notomastus rubicundus är en ringmaskart som först beskrevs av Wilhelm Moritz Keferstein 1862.  Notomastus rubicundus ingår i släktet Notomastus och familjen Capitellidae. Arten har ej påträffats i Sverige. Inga underarter finns listade i Catalogue of Life.